# Maglić (Bački Petrovac)

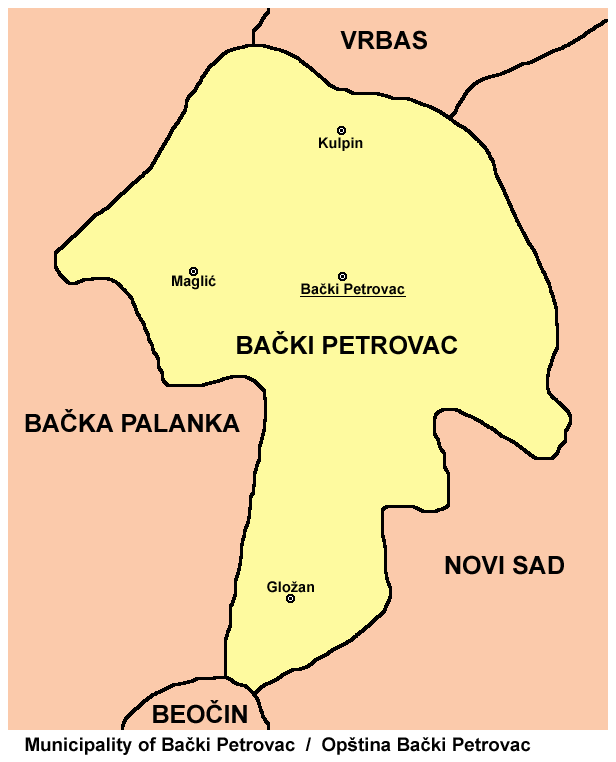
Maglić na mapě Bačského Petrovce

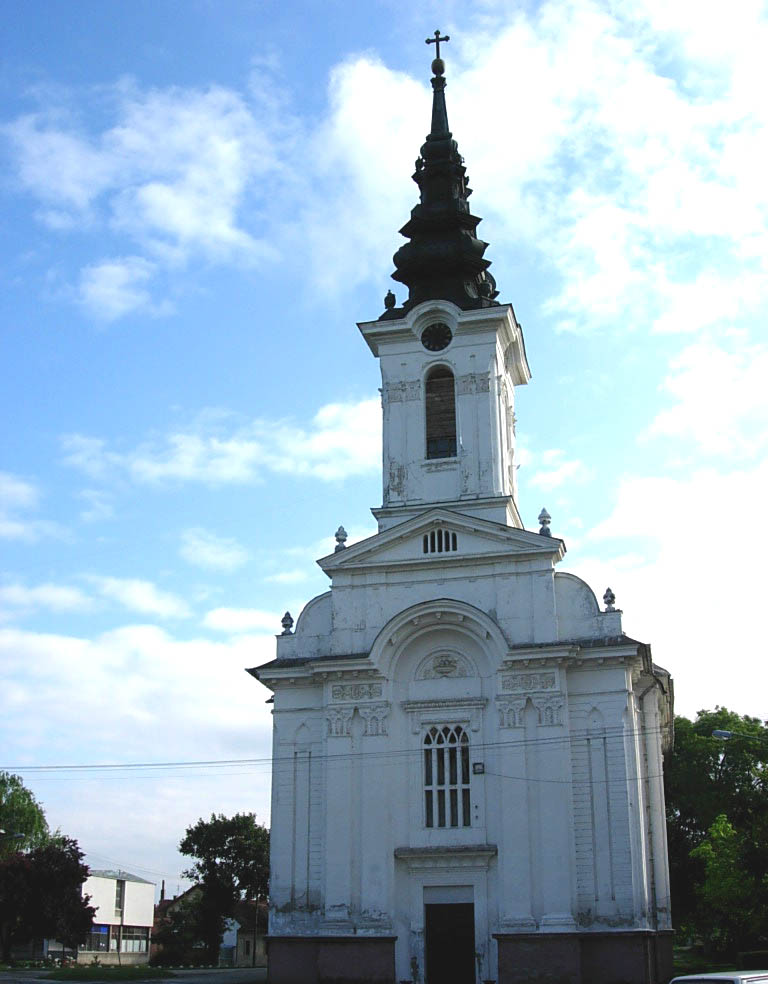
Evangelický kostel

Maglić (v srbské cyrilici Маглић, do roku 1950 Bulkes) je vesnice v srbské Vojvodině, administrativně spadající do Bačského Petrovce. Je jedinou z vesnic na území opštiny Bački Petrovac, kde nepřevažuje slovenská národnost. V roce 2002 zde žilo 2 695 obyvatel, z čehož bylo 2 426 Srbů.
Současný název obce, Maglić, pochází od jména nejvyšší hory Bosny a Hercegoviny. Maglić byl jednou z vesnic, která byla po roce 1945 vysídlena. Nastěhování do ní byli uprchlíci z řecké občanské války, kteří se rozhodli, že se jim novou vlastí stane komunistická Jugoslávie.
Narodily se zde sestry Elefteriadu, české zpěvačky řeckého původu - Martha (* 1946) a Tena (* 1948). Narodil se zde také Statis Prusalis (1948–2016).